# Масловская, Анна Ивановна
Масловская Анна Ивановна (6 января 1920 года, Курсевичи, Польша — 11 ноября 1980 года, Москва) — Герой Советского Союза, помощник комиссара партизанского отряда имени Пархоменко партизанской бригады имени Ворошилова, на временно оккупированной территории Белорусской ССР.

## Биография
Родилась 6 января 1920 года в деревне Курсевичи (ныне — Поставского района Витебской области Белоруссии) в крестьянской семье.  Окончила 6 классов. Работала комсоргом в средней школе местечка Лынтупы Витебской области.
22 июня 1941 года, с началом Великой Отечественной войны, добровольно вступила в ряды Красной армии. Военная часть, в которой служила Анна Масловская, под Витебском попала в окружение. Была направлена командованием для работы в тылу врага в Поставский район.
С 24 декабря 1942 г. по 4 июля 1944 г. — член Поставского подпольного райкома комсомола. По заданию партизанской бригады имени Ворошилова вела переговоры по переходу поставского гарнизона к партизанам. В результате около 80 человек с оружием перешли на сторону партизан.
В Поставах устроилась в швейную мастерскую, что обслуживала фашистов. Однажды в мастерскую зашел начальник гарнизона генерал фон Цуг, которому необходимо было пошить новый мундир. С помощью Анны подпольщики убили генерала прямо в мастерской. После исчезновения генерала, гестаповцы начали его поиски.
В мае 1943 г. подпольщица вынуждена была сама отправиться к партизанам. Молодая партизанка, заместитель комиссара молодежного отряда им. Пархоменко бригады Ворошилова, уничтожила несколько десятков солдат и офицеров противника, вынесла с поля боя 23 раненых партизана. Приняла участие в разгроме фашистских гарнизонов в Залесье, Камаях, Лынтупах, Мяделе, освобождении мирных жителей Постав из лагеря смерти.
В конце 1943 г., одевшись в крестьянскую одежду, по заданию командира направилась в Лынтупы для переговоров с начальником гарнизона полковником Антонайтисом. Переговоры завершились успешно и Антонайтис согласился оказывать помощь партизанам. На следующий день он передал через нее несколько винтовок и патроны.
После войны окончила школу рабочей молодёжи, в 1961 году — Высшую партийную школу при ЦК Коммунистической Партии Белоруссии. Член ВКП(б)/КПСС с 1949 года. Жила в Москве. Усыновила пятнадцать детей, родители которых погибли во время войны. Работала экскурсоводом в Московском экскурсионном бюро. Была членом Советского комитета ветеранов войны. Скончалась 11 ноября 1980 года. Похоронена в колумбарии Ваганьковского кладбища в Москве.

## Документы свидетельствуют
Из докладной записки А.И. Масловской секретарю ЦК ВЛКСМ Ф.А. Сурганову о работе подпольных комсомольских организаций Поставского района (15 октября 1943 г.):
"До начала Отечественной войны я работала комсоргом в средней школе в Лынтупах Поставского района. 22 июня 1941 г. добровольцем поступила в Красный Крест 71-го танкового батальона... Под Витебском наша часть попала в окружение. При выходе из окружения командование части послало меня на дополнительную работу в Поставский район. С 4 июля 1941 г. работала по организации групп из бойцов-окруженцев. Организовала 2 группы: одна в количестве 18 человек, вторая - 10 человек. Первая вышла на восток за линию фронта, вторая находится в партизанском отряде тов. Громова...
Находясь в подполье в Свенцянском районе, связалась с группами партизан, получала от них литературу и распространяла ее среди населения Литвы, установила связь с гарнизонами в Годутишках, Свенцянах, Подбродье, впоследствии связала с ними литовскую группу партизан.
С января 1942 г. работала в Поставах по разложению вражеского гарнизона, из которого 24 человека ушли на восток за линию фронта, 8 человек перешли в партизанский отряд им. Суворова, 40 человек - в отряд им. Пархоменко. В мае 1943 г. была заподозрена гестаповцами и 28 мая 1943 г. ушла в партизанский отряд им. Суворова, затем в литовскую группу, после чего - в отряд им. Пархоменко. Находясь в рядах партизан, с группой 3 человека спустила эшелон противника с живой силой и техникой на ж.д. Вильно - Подбродье. Разносила литературу в гарнизоны: Поставы, Годутишки, Подбродье. Во время мобилизации литовцев (немцами) в июле 1943 г. с группой 3 человека уничтожила 7 гитлеровцев, двигавшихся из Лынтупов в Свенцяны. Дважды участвовала в боях по разгрому мядельского гарнизона. С августа 1943 г. работала на подпольной комсомольской работе".

## Награды
Указом Президиума Верховного Совета СССР от 15 августа 1944 года за образцовое выполнение боевых заданий командования в тылу немецко-фашистских войск и проявленные при этом геройство и мужество Масловской Анне Ивановне присвоено звание Героя Советского Союза с вручением ордена Ленина и медали «Золотая Звезда» (№ 4411).
Награждена орденом Ленина, медалями.

## Память
Стела с именем А. И. Масловской на Аллее Героев в Поставах (пл. Ленина).
В Мядельском музее народной славы действует экспозиция, посвящённая А. И. Масловской